# Jair Cunha
Jair Paula da Cunha Filho (ur. 7 marca 2005 w Orlândii) – brazylijski piłkarz występujący na pozycji środkowego obrońcy, od 2025 roku zawodnik Botafogo.